# Jean Mich
Johann Peter (Jean) Mich (Machtum, 13 september 1871 – Arcueil, Frankrijk, 26 augustus 1932) was een Luxemburgs beeldhouwer en tekenaar.

## Leven en werk
Jean Mich was een van de zeven kinderen van Nicolas Mich en Anna Weydert. Hij studeerde aan de École nationale supérieure des beaux-arts in Parijs, als leerling van Gabriel-Jules Thomas, en aan de kunstacademie van München.
In 1902 nam Mich deel aan de Parijse salon en ontving een medaille 3e klas voor zijn reliëf van een beschermengel met een aantal kinderen. Een aantal maanden later nam hij met twaalf werken, waaronder de beschermengel, deel aan de salon van de Cercle Artistique de Luxembourg. Hij was de eerste die de Prix Grand-Duc Adolphe in ontvangst mocht nemen. In 1903 bood Mich de beschermengel te koop aan aan het stadsbestuur van Luxemburg. In 1905 won hij een gouden medaille op de wereldtentoonstelling in Luik. In 1907 behaalde hij de tweede plaats met zijn ontwerp voor een fries en de eerste plaats met een glas-in-loodraam voor het trappenhuis van het gemeentegebouw (Cercle municipal) in de stad Luxemburg. Hij mocht het raam uitvoeren, maar trok zich wegens een conflict met de jury terug. Mich nam deel aan de wereldtentoonstelling van 1910 in Brussel. In dat jaar werd hij gevraagd een grafmonument te ontwerpen voor Zhang Zhidong, onderkoning van Huguang in China en oprichter van de staalfabriek in Hubei. De Luxemburgse ingenieur Eugène Ruppert, algemeen directeur van de staalfabriek, haalde Mich naar China. Mich ontwierp een monument waarbij een marmeren beeld van een zittende Zhang Zhidong op een zes meter hoge granieten sokkel zou worden geplaatst, op de 'Drakenberg' met uitzicht over Wuchang (Wuhan) en de Yangtze. Het monument kon niet worden voltooid vanwege de uitbraak van de Xinhairevolutie in oktober 1911, hij keerde met Ruppert terug naar Luxemburg. Mich maakte in de anderhalf jaar in China onder andere een meer dan levensgroot marmeren hoofd van Zhang Zhidong, dat werd vernietigd door de revolutionairen, een terracotta buste van Rupperts chef-kok en een beeldengroep van drie Chinezen die het horen, zien en zwijgen verbeelden. Hij toonde zijn Chinees werk in april 1913 in een duo-expositie, met de schilder André Masson, bij de Cercle des Beaux-Arts in Luik.
In februari 1920 schreef Luxemburg een prijsvraag uit voor een Monument du Souvenir, ter herinnering aan de Luxemburgse militairen die omkwamen tijdens de Eerste Wereldoorlog. Claus Cito won de wedstrijd en Mich behaalde de tweede plaats. Hij verliet daarna Luxemburg en vestigde zich in Frankrijk. In 1922 won hij een wedstrijd van de Luxemburgse regering voor een herinneringsmedaille die zou worden toegekend aan de vrijwilligers die tijdens de Eerste Wereldoorlog dienden.
Jean Mich overleed op 60-jarige leeftijd. In 2018-2019 werd in het Musée National d'Histoire et d'Art (MNHA) een overzichtstentoonstelling van zijn werk gehouden.

## Enkele werken
- 1905: medaillonportret dr. Adolphe Buffet (1835-1905), in opdracht van het personeel van het Maison de santé in Ettelbruck.
- 1905: bronzen portretreliëf op het grafmonument van componist Laurent Menager (1835-1902), op de begraafplaats van Siechenhof.
- 1910-1911: terracotta buste van de Chinese chef-kok Chih-Fan.
- ca. 1912: bronzen buste op het grafmonument van Ernest Derulle (1851-1912), Amerikaanse consul, op de Cimetière Notre-Dame in Limpertsberg.
- 1913: beelden van Mercurius en Ceres aan weerszijden van de entree, twee ramen met jonge vrouwenfiguren en ca. 20 groteske figuren voor de gevel van het gebouw van de Banque et Caisse d’Epargne de l’Etat aan de Place de Metz in de stad Luxemburg.
- 1920: bronzen portretreliëf voor het monument voor sterke man John Grün aan de Rue John Grün in Mondorf-les-Bains. De overige reliëfs op het door Pierre Thorn ontworpen monument werden uitgevoerd door de Italiaanse beeldhouwer Duillio Donzelli.[9]
- 1922: ontwerp medaille voor Luxemburgse vrijwilligers tijdens de Eerste Wereldoorlog.
- bronzen buste van Jean Bach, collectie MNHA.
- pleurant voor het graf van de familie Scheidweiler op de begraafplaats bij de Jozefskerk in Esch-sur-Alzette.
- La fille aux roses, Jardin français, Mondorf-les-Bains.

## Fotogalerij

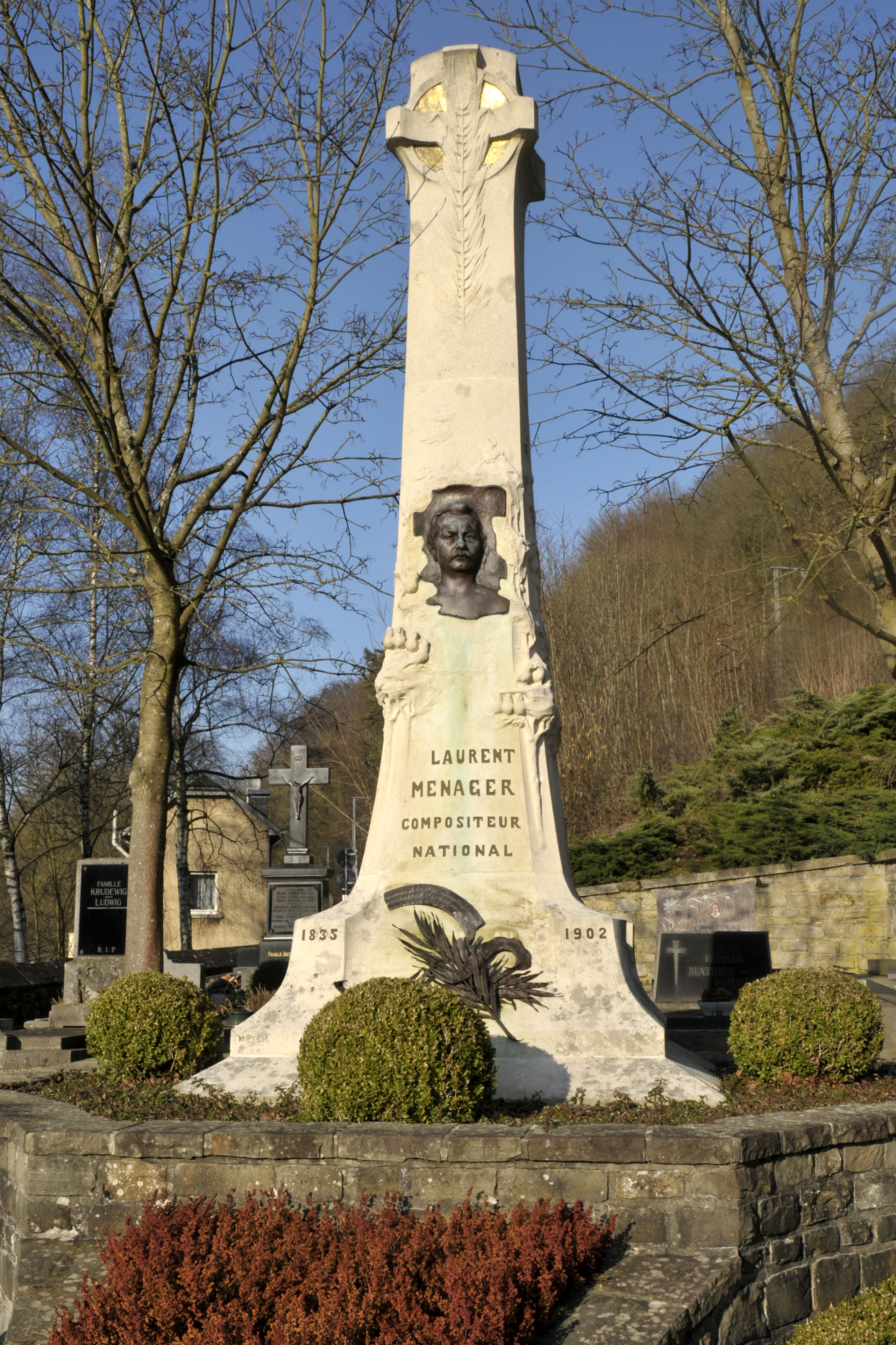
grafmonument Menager (1905), Siechenhof
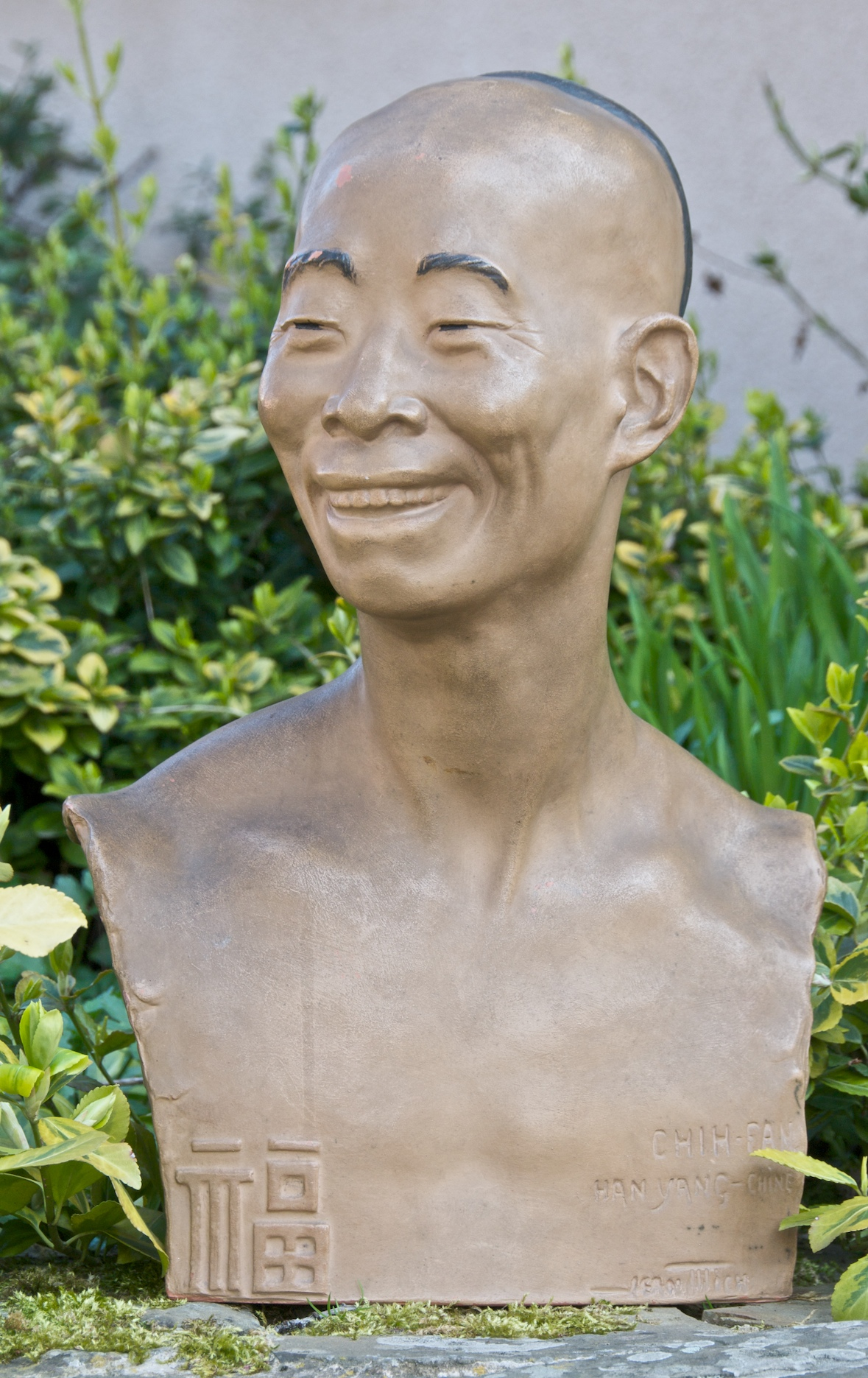
Chih-Fan (1910-1911)
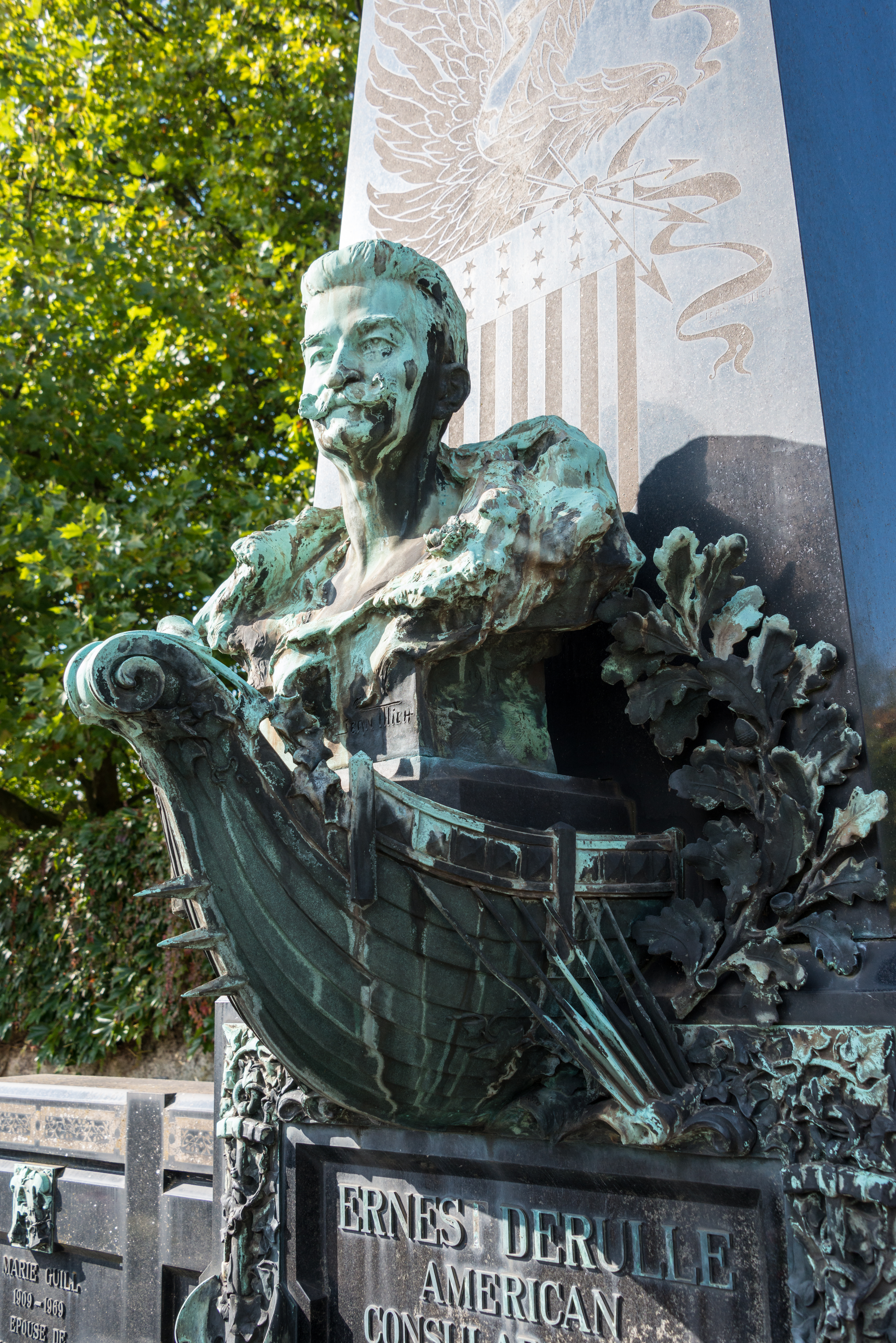
Derulle (ca. 1912), Limpertsberg
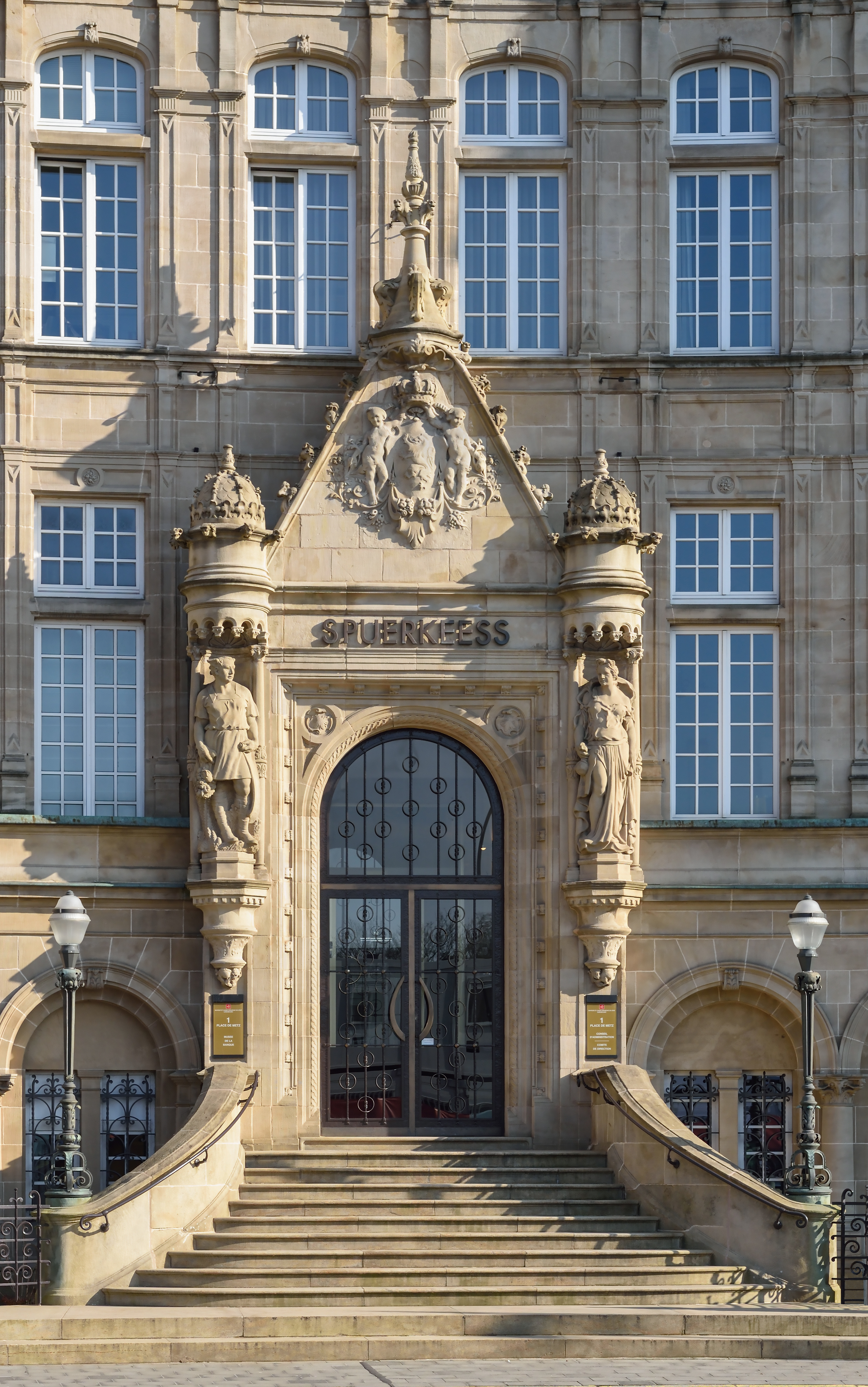
Mercurius en Ceres (1913), stad Luxemburg
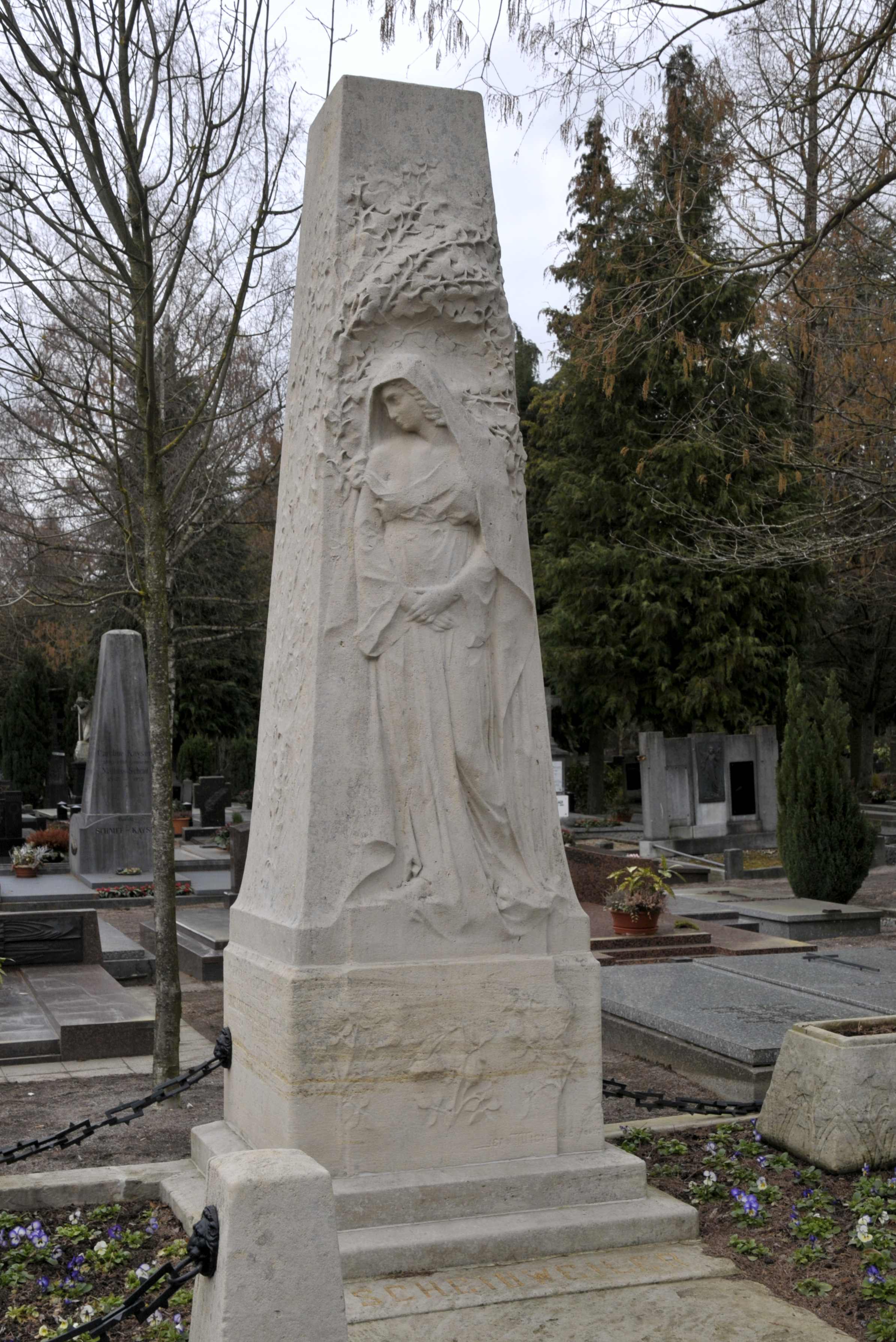
pleurant in Esch
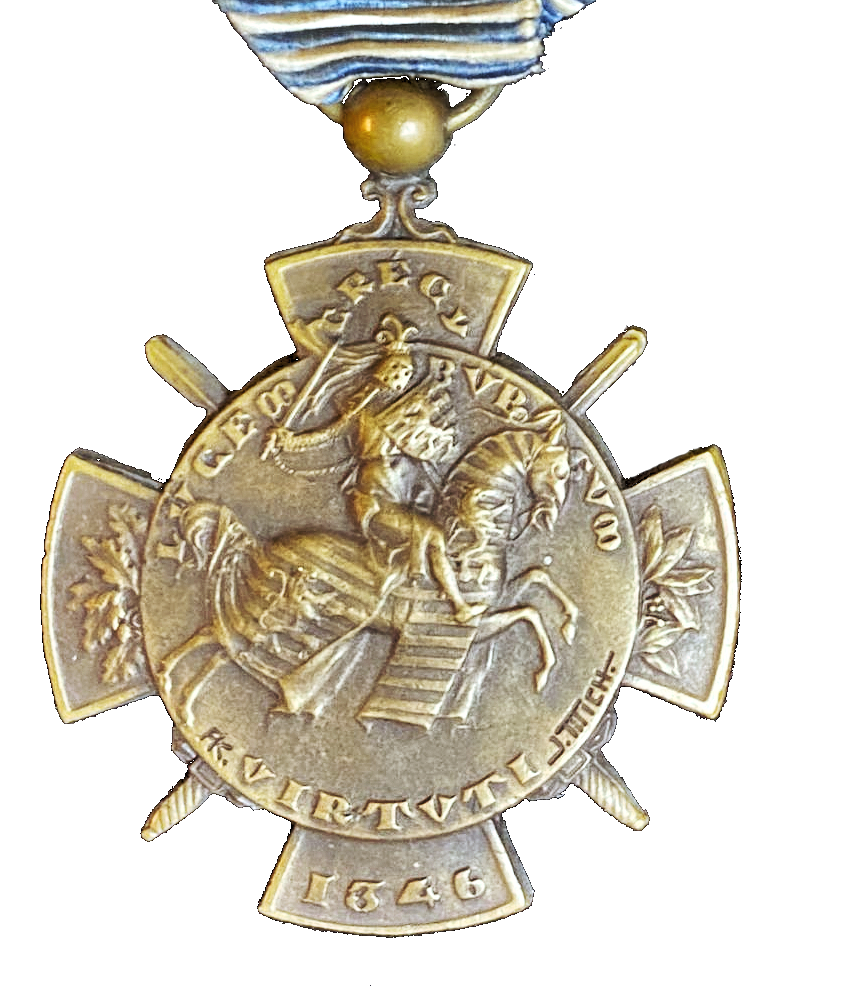
Médaille des Volontaires luxembourgeois (1922)

- Musée national d'archéologie, d'histoire et d'art: lkl000145